# Konarik Ákos
Konarik Ákos (Budapest, 2001. március 29. — ) visszavonult Európa-bajnoki ezüstérmes magyar válogatott vízilabdázó.

## Sportpályafutása
A Vasasban kezdett vízilabdázni, majd 2017-ben az UVSE együtteséhez igazolt. Szintén 2017-ben bronzérmet nyert a máltai ifjúsági Európa-bajnokságon. Klubbéli pályafutását 2020-ban a Živko Gocić által vezetett Szolnoki Dózsában folytatta, mellyel 2021-ben magyar bajnoki címet, valamint Euro-kupa bronzérmet szerzett. 2022 őszén visszaigazolt a Vasasba. 2021 januárjában mutatkozott be Märcz Tamás nemzeti együttesében, egy Debrecenben rendezett világliga-mérkőzésen. Ugyanebben az évben tagja volt a tokiói olimpiára készülő válogatott bő, 19 fős keretének. Az ötkarikás játékokra utazó 13 fős csapatban azonban már nem kapott helyet. 2022-ben tagja volt a Varga Zsolt vezette Európa-bajnoki ezüstérmes nemzeti együttesnek. 2025. május 14-én csapata, a BVSC-Manna ABC közösségi oldalain jelentette be, hogy Konarik Ákos visszavonul, azaz felhagy az élsporttal.

## Eredményei

### Klubcsapattal
Szolnok
- Magyar Bajnokság
  - Aranyérmes: 2021
- Magyar Kupa
  - Ezüstérmes: 2020, 2021
- LEN-Európa-kupa:
  - Aranyérmes: 2021[5]

Vasas
- Magyar Bajnokság
  - Ezüstérmes: 2024
- Magyar Kupa
  - Bronzérmes: 2022
- LEN-Európa-kupa
  - Aranyérmes: 2023[6]

BVSC
- Magyar Bajnokság
  - Bronzérmes: 2025

### Válogatottal

#### Korosztályos
- Ifjúsági Európa-bajnokság
  - Bronzérmes: 2017
- Junior világbajnokság
  - 4. hely: 2021

#### Felnőtt
- Európa-bajnokság
  - Ezüstérmes: 2022